# Eduard Crasemann
Eduard Craseman, född 5 mars 1891 i Hamburg, död 28 april 1950 i Werl, var en tysk militär. Craseman befordrades till generalmajor i oktober 1944 och till general i artilleriet i april 1945. Han erhöll Riddarkorset av Järnkorset med eklöv december 1944.

## Befäl
- batterichef vid 73. Artillerie-Regiment april 1939 – februari 1940
- bataljonschef vid 78. Artillerie-Regiment februari 1940 – maj 1941
- befälhavare för 33. Artillerie-Regiment maj 1941 – januari 1943
- 15. Panzer-Division (tf) 26 maj 1942 - 15 juli 1942
- 26. Panzer-Division juli 1944 – januari 1945
- XII. SS-Armeekorps (tf) januari – april 1945.

Craseman var i krigsfångenskap från maj 1945 och ställdes 1947 inför en brittisk krigsförbrytardomstol åtalad för att ha arkebuserat ett stort antal italienska civila under sin tid som chef för 26. Panzer-Division. Han dömdes till livstids fängelse.